# 天主教坎卢普斯教区
天主教錦祿教區（拉丁語：Dioecesis Kamloopsensis）是加拿大一個羅馬天主教教區，屬溫哥華總教區。1945年12月22日升為教區。
教區位於卑詩省中部，2011年有教友51,435人，佔轄區總人口12.7%。教區下轄廿四個堂區，有十九名司鐸。現任教區主教為達味·若望·雅各伯·門羅。